# Frans Cauwe
Frans Cauwe (Brugge, ca. 1631 - Rome, 30 augustus 1679) was een rooms-katholiek priester, minderbroeder-franciscaan en geestelijk schrijver.

## Levensloop
Dat Cauwe in Brugge geboren werd is niet zeker. A. Deboutte denkt dat hij in Ardooie kan geboren zijn, binnen een naar daar verhuisde tak van de Brugse familie Cauwe, of mogelijks in Wormhout in Frans-Vlaanderen. Hij heeft alvast in Brugge gewoond en werd er in 1656 tot priester gewijd. Voordien was hij in 1650 in Ieper bij de minderbroeders ingetreden en had daar en in Oudenaarde gestudeerd, in een geest die de leer van de heilige Bonaventura vooropstelde. Tot priester gewijd, werd hij lector in de wijsbegeerte bij zijn medebroeders in Oudenaarde.
Hij kwam weldra bij de minderbroeders in Brugge wonen en verbleef er tot in 1678, met een kort verblijf in Gent in 1677. Hij schreef verschillende werken die er op gericht waren religie en mystiek op een voor eenvoudige lieden verstaanbare manier voor te stellen. Sommige theologen vonden dat zijn geschriften te kinderlijk waren, zo niet zelfs kinderachtig, maar hij kreeg wel goedkeuring van zijn oversten. Onder het pseudoniem Franciscus Carolus Reymakers schreef hij ook verschillende polemische werken in het Latijn.
Hij liet zich ook kennen als een criticus en tegenstander van het jansenisme. Dit bracht mee dat hij, ondanks zijn zwakke gezondheid, door zijn oversten in 1679 naar Rome werd gezonden om er aan de discussies deel te nemen die uiteindelijk tot de veroordeling van het jansenisme zouden leiden. Tijdens de besprekingen bezweek Cauwe, die een eerder zwakke gezondheid had, op achtenveertigjarige leeftijd.

## Publicaties
- De Pelgrimagie van het kindeken Jezus, 3 delen, Gent, Max. Graet, 1667, 1674 en 1675. Heruitgave in 1923-1925.
- Teghen-Vergift tegen een groote Peste van het Christendom, te weeten de ydelheit, oneerbaerheyt ende overdaed der vrouwelycke kleederen ende cieraden, Gent, 1677.
- Het Bondelke Myrrhe, meditaties over de Passie van Christus, vertaling en aanvulling van een 16de-eeuws werkje, Gent, 1677.
- Het leven en de goddelycke leeringhen van Sinte Clara van Sint Lieven, 1677.
- Responsio brevis, Brussel, Mainz en Leuven, 1674. Een van de werken van Cauwe onder het pseudoniem Reymakers, waarin het zich verzette tegen een geschrift van de jansenistische professor van Leuven Gommaar Huygens.